# Бок, Тимофей-Эбергард фон
Тимотеус Эбергард фон Бок (Тимофей-Эбергард Георгиевич фон Бок, Тимофей-Эбергард Егорович фон Бок; 12 ноября [24 ноября] 1787, Дерпт, ныне — Эстония — 11 апреля [23 апреля] 1836, Выйсику близ Пыльтсамаа, ныне — Эстония) — барон, флигель-адъютант, полковник.

## Биография
Родился 13 (24) ноября 1787 года. Отец, Георг Бок (1758—1812) — балтийский немец, владевший одним из крупнейших имений Лифляндии площадью 19 300 га земли, при котором было 2 500 душ крепостных; был представителем лифляндского дворянства на коронации Павла I. В семье из поколения в поколение шло предание, что бабушка по отцовской линии Е. Шульц была внебрачной дочерью Петра I, поэтому Тимотеуса приравнивали по крови царю Александру I. Мать — Katharina Berens von Rentenfeld (Rautenfeld).
В 1806 году начал военную службу; с 1809 года — в лейб-гвардии Гусарском полку. Участвовал в войнах с турками в 1807 году и французами в 1812 году и в 1813 году. В 1812 году — капитан русского гвардейского гусарского полка, с 1813 года — полковник. Принял активное участие в Бородинском сражении. С 1810 по 1812 год он, вероятно, изучал историю в Дерптском университете. 
В 1815 году, во время своего отпуска, познакомился в Дерпте с В. А. Жуковским. Благодаря Жуковскому познакомился с А. И. Тургеневым и Н. М. Карамзиным. 
В 1816 году вышел в отставку в звании полковника, поселился в своем имении Выйсику близ Пыльтсамаа.
В 1818 году отправил Александру I «записку», предназначенную для прочтения в Лифляндском ландтаге. Она содержала 52 пункта разработанной им конституции. Повелением императора лифляндскому губернатору надлежало немедленно арестовать автора письма, который был объявлен умалишённым и безумцем. Заключён в Шлиссельбургскую крепость, где находился 9 лет и вышел оттуда в 1827 году, уже при Николае I.
11 апреля 1836 года родные нашли его мёртвым, лежащим на полу своей комнаты.
Бок является героем романа Яана Кросса «Императорский безумец».

## Записки правдоискателя
Тимотеус фон Бок остался в истории не только храбрым воином, но и неугомонным правдоискателем, или даже вольнодумцем. В свои 23 года во время войны с Турцией молодой корнет фон Бок послал императору письмо, в котором, помимо изложения своих взглядов на войну, обвинял и упрекал своего главнокомандующего Н. М. Каменского в некомпетентности. Позже Тимотеус предлагал императору свою помощь в заключении мира с Турцией. Через несколько лет фон Бока послали в Англию с важным поручением. После этой поездки фон Бок настаивал на том, чтобы император отстранил графа А. А. Аракчеева от государственных дел.
Позже фон Бок осмелился в письме М. Б. Барклаю-де-Толли упрекнуть и самого императора. Но боевому офицеру пока всё сходило с рук.
После завершения службы барон, живший на юге Эстонии, удивлялся местному феодальному рабству. Тимотеус считал каждого эстонца своим соотечественником, поэтому возмущение Бока плавно переросло в цель, которую он видел в искоренении этого зла.
17 апреля 1818 года Тимотеус направил очередное письмо Александру I. В это письмо, представлявшее собой изложение собственной версии конституции, фон Бок вложил всю свою ненависть к рабству и угнетению.
Так же, помимо всего прочего, он писал:

"Почему император так страстно любит парады? ... Потому что парад есть торжество ничтожества, — и всякий воин, перед которым пришлось потупить взор в день сражения, становится манекеном на параде, в то время как император кажется божеством, которое одно только думает и управляет."
Император в ответ на эту наглость приказал губернатору немедленно арестовать барона и заключить его как опасного государственного преступника в Шлиссельбургскую крепость.
Его жена летом 1825 года добилась аудиенции у Александра I, в которой просила вернуть свободу своему мужу. Царь, пообещав освободить мужа, слово своё не сдержал, сославшись на то, что Тимотеус всё ещё очень зол на него.
В 1827 году Николай I проявил милость и отпустил больного фон Бока на свободу, правда, без права выезда.

## Семья
Жена — Ээва Катарина Мяттик, простая эстонская крестьянка, дочь кучера. Венчание состоялось 12 октября 1817 года в Тартуском православном Успенском соборе, Ээва приняла ради этого православие и при крещении получила новое имя — Катарина.
- Сын — Георгий Тимофеевич Бок (1818—1876) — русский вице-адмирал, гофмейстер двора князя Владимира Александровича.

## Награды
- Орден Святой Анны 3-й степени с бриллиантами (за Бауцен)
- Прусский орден Pour le Mérite (за Пегау)
- Орден Святого Владимира 3-й степени (за Ла Кромвель во Франции)
- «Золотая шпага» за храбрость